# Roseč
Roseč (německy Rosetsch) je obec v okrese Jindřichův Hradec v Jihočeském kraji. Žije zde 221 obyvatel. Ve vzdálenosti jedenáct kilometrů leží východně město Jindřichův Hradec, šestnáct kilometrů severozápadně město Veselí nad Lužnicí, sedmnáct kilometrů jihozápadně město Třeboň a dvacet kilometrů severozápadně město Soběslav.
V obci se nachází park Fantazium (dříve Houbový Park) a Muzeum Fosilií.

## Historie
První písemná zmínka o vesnici pochází z roku 1367.

## Obyvatelstvo
| Rok            | 1869 | 1880 | 1890 | 1900 | 1910 | 1921 | 1930 | 1950 | 1961 | 1970 | 1980 | 1991 | 2001 | 2011 | 2021 |
| -------------- | ---- | ---- | ---- | ---- | ---- | ---- | ---- | ---- | ---- | ---- | ---- | ---- | ---- | ---- | ---- |
| Počet obyvatel | 451  | 459  | 437  | 411  | 405  | 385  | 341  | 233  | 238  | 208  | 214  | 214  | 199  | 208  | 210  |
| Počet domů     | 50   | 51   | 52   | 52   | 58   | 58   | 69   | 71   | 64   | 61   | 64   | 78   | 84   | 89   | 93   |

## Obecní správa
Mezi lety 1850–1979 byla Roseč obcí v okrese Jindřichův Hradec. Od 1. ledna 1980 do 30. června 1990 patřila jako část obce k Hatínu a od 1. července 1990 je opět samostatnou obcí.

### Obecní symboly
Znak a vlajka byly obci uděleny rozhodnutím předsedy Poslanecké sněmovny Parlamentu České republiky dne 17. října 1997.

## Pamětihodnosti
- Kostel svatého Šimona a Judy s márnicí
- Socha svatého Jana Nepomuckého
- Venkovská usedlost čp. 47